# Bissau D'Isabel
Bissau D'Isabel es una película del año 2005.

## Sinopsis
En Guinea Bissau hay unos veintiún grupos étnicos con tradiciones y dialectos totalmente diferentes. A través de Isabel, la protagonista de la película, y su vida privada, descubrimos Bissau, una ciudad en permanente efervescencia donde crece el deseo de futuro.